# Шаєш
Шаєш (рум. Șaeș) — село у повіті Муреш в Румунії. Входить до складу комуни Аполд.
Село розташоване на відстані 217 км на північний захід від Бухареста, 46 км на південь від Тиргу-Муреша, 113 км на південний схід від Клуж-Напоки, 85 км на північний захід від Брашова.

## Населення
За даними перепису населення 2002 року у селі проживали 1196 осіб.
Національний склад населення села:
| Національність | Кількість осіб | Відсоток |
| -------------- | -------------- | -------- |
| румуни         | 1117           | 93,4%    |
| цигани         | 50             | 4,2%     |
| угорці         | 19             | 1,6%     |
| німці          | 10             | 0,8%     |

Рідною мовою назвали:
| Мова      | Кількість осіб | Відсоток |
| --------- | -------------- | -------- |
| румунська | 1177           | 98,4%    |
| угорська  | 10             | 0,8%     |
| німецька  | 8              | 0,7%     |